# Álex Abreu
Alexander Abreu Vázquez, detto Álex (Bayamón, 14 agosto 1991), è un cestista portoricano.

## Carriera
Con Porto Rico ha disputato i Campionati americani del 2017.